# Iglesia anglicana de Canadá
La Iglesia Anglicana de Canadá ((en inglés: Anglican Church of Canada) ACC o ACoC por sus siglas en inglés) es la provincia eclesiástica de la Comunión Anglicana en Canadá. El nombre oficial en francés es l'Église anglicane du Canada. En 2017, la Iglesia Anglicana contaba con 359 030 miembros en listas parroquiales en 2206 congregaciones, organizadas en 1571 parroquias. El censo canadiense de 2011 contó con 1 631 845 anglicanos autoidentificados (cinco por ciento de la población canadiense total), lo que convierte a la Iglesia Anglicana en la tercera iglesia canadiense más grande después de la Iglesia Católica y la Iglesia Unida de Canadá. El censo canadiense de 2021 contó con más de 1 millón de anglicanos autoidentificados (3.1% de la población canadiense total), siendo la tercera iglesia canadiense más grande. Al igual que otras iglesias anglicanas, la liturgia de la Iglesia Anglicana de Canadá utiliza una versión nativa del Libro de Oración Común, el libro de oraciones de 1962. Una revisión posterior, el Libro de servicios alternativos de 1985, se ha convertido en el libro litúrgico dominante de la iglesia.
Aunque Canadá no tiene una iglesia establecida, el tratamiento canadiense del Rey de Canadá continúa incluyendo el título de Defensor de la fe (en francés: Défenseur de la Foi), aunque no en relación con ninguna denominación específica, y el Monarca canadiense continúa su sostenimiento de tres Capillas Reales en el Reino.

## Nombres oficiales
Hasta 1955, la Iglesia Anglicana de Canadá era conocida como la «Iglesia de Inglaterra en el Dominio de Canadá» o simplemente la «Iglesia de Inglaterra en Canadá». En 1977, el Sínodo General de la Iglesia adoptó «l'Église Episcopale du Canada» como nombre en francés. Este nombre fue sustituido por el actual, «l'Église anglicane du Canada», en 1989; sin embargo, el nombre anterior se sigue utilizando en algunos lugares junto con el nuevo.
Un asunto de cierta confusión para los anglicanos de otras partes del mundo es que, mientras que la Iglesia Anglicana de Canadá es una provincia de la Comunión Anglicana, la Provincia Eclesiástica de Canadá es simplemente una de las cuatro provincias eclesiásticas de la Iglesia Anglicana de Canadá. Esta confusión se ve agravada por el hecho de que Canadá tiene diez provincias civiles, además de tres territorios.
En los últimos años, grupos disidentes han intentado constituirse bajo nombres muy similares. Corporations Canada, la agencia del gobierno federal que tiene jurisdicción sobre las empresas constituidas a nivel federal, dictaminó el 12 de septiembre de 2005 que un grupo de anglicanos disidentes no puede utilizar el nombre «Comunión Anglicana en Canadá», sosteniendo que en Canadá el término «Comunión Anglicana» se asocia únicamente con la Iglesia Anglicana de Canadá, al ser la denominación canadiense que pertenece a ese organismo internacional.